# Karlheinz Kluge
Karlheinz Kluge (* 2. November 1951 in Offenburg) ist ein deutscher Schriftsteller und Buchhändler.

## Leben
Kluge machte eine Lehre als Elektromechaniker und holte über das Abendgymnasium das Abitur nach. Schließlich zog er nach West-Berlin, um dort Germanistik, Philosophie und Geografie zu studieren. Er arbeitet als Buchhändler und Dozent. Kluge lebt in Offenburg.

## Werk
Kluge ist ein Autor der kleinen Form. Erschienen sind von ihm eine Reihe von Erzählbänden.
In seinem letzten Erzählband Auf der Walz erzählt er zum Beispiel vom Bub im Beiwagen der vom Vater gesteuerten 750er Windhoff, der halb erfroren den an Heiligabend im Schwarzwald gestohlenen Weihnachtsbaum umklammert; vom Bundesrepublikflüchtling, der sich vor dem drohenden Wehrdienst nach West-Berlin absetzt und auf dem Weg dahin stirbt; vom Tunnel-Wartungselektriker, der im Bergwerk an der Telefonleitung lauscht; vom Studenten, der als trampender Kurier einen «kleinen Oberrheinischen Wander- und Pilgeraltar» abholt, dabei zufällig von Vincent Döblins «Kolmogoroffscher Gleichung» erfährt, und an dessen Grab in Housseras endet; vom Besucher im Altersheim, der seinen Onkel rasiert und die Prozedur in eine Weltraumszene mit dem «Raumgleiter Weasel» einbettet, um dem einsamen Menschen näher zu kommen. Auf den Offenburger Literaturtagen 2017 unter dem Motto Wortspiel las er aus dem fantasiereichen bis fantastischen Buch.

## Publikationen

### Prosa
- Die Heimkehr der Jäger. Drey-Verlag, Gutach 1998, ISBN 3-9804636-8-0.
- Tiefkeller. Literarische Ges., Scheffelbund, Karlsruhe 2000, ISBN 3-930314-37-1.
- Café Gnädig. Drey-Verlag, Gutach 2001, ISBN 3-933765-08-0.
- Aus dem Abseits erzählt / Marginalité et narration. Aufsätze. Franz Huber, Offenburg, Straßburg 2003.
- Landläuffer. Wegmarken zur Wanderung von Jakob Lenz vom Januar 1778 = Coureur de pays / Übersetzung ins Französische von Gisèle Argaud (zweisprachig). Franz Huber, Offenburg, Straßburg 2003, ISBN 3-931741-12-5.
- Radio Tanger. Mit Übersetzungen von Adrien Fink. Text teilweise deutsch, teilweise deutsch und französisch. Verlag K. Kluge, Offenburg 2009, ISBN 978-3-931741-25-9.
- Abend in der Spinnerei. Geschichten. Verlag K. Kluge, Offenburg 2009, ISBN 978-3-931741-27-3.
- Auf der Walz. Unterwegs in Geschichten. Klöpfer & Meyer Verlag, Tübingen 2017, ISBN 978-3-86351-444-0. Erscheint auch als online-Ausgabe: ISBN 978-3-86351-272-9.

### Hörspiel
- 1991: Der Wunsch des Navigators. Regie: Norbert Schaeffer (Hörspiel – SR)

### Anthologie
- Karlheinz Kluge, Wendelinus Wurth (Hrsg.): Den Schwarzwald im Rücken. Ortenau-Anthologie. Drey-Verlag, Gutach 2010, ISBN 978-3-933765-49-9.

## Auszeichnungen
- 1989 Stipendium der Kunststiftung Baden-Württemberg
- 2000 Jahresstipendium Kulturstiftung Offenburg
- 2004 Präsenz-Stipendium im Stuttgarter Schriftstellerhaus
- 2005 und 2016 Stipendium des Förderkreises Deutscher Schriftsteller Baden-Württemberg